# Drypta
Drypta (лат.) — род жужелиц из подсемейства Dryptinae.

## Описание
Первый сегмент усиков длиннее второго-четвёртого вместе взятых. Подбородок без зубца. Предпоследний сегмент губных щупиков с многочисленными щетинками.

## Систематика
В составе рода:
- Drypta australis Dejean, 1825
- Drypta connecta Chaudoir, 1877
- Drypta dentata (Rossi, 1790)
- Drypta distincta (P. Rossi, 1792)
- Drypta mastersii Macleay, 1871